# GS02
GS02はHuaweiが開発しイー・モバイルが販売するW-CDMA及びGSM通信方式に対応するAndroidをOSに搭載したスマートフォン。

## 概要
日本国外で発売されているHUAWEI Honor (U8860)として発売されているをイー・モバイル向けにカスタマイズした機種である。標準カラーはホワイトであるが、ピンクのリアカバーを同梱している。

## アップデート履歴
- 2012年4月24日[1]
  - 動作安定性の向上